# Annika Becker
Annika Becker, född den 12 november 1981 i Rotenburg an der Fulda, är en tysk friidrottare som tävlar i stavhopp och längdhopp.
Beckers genombrott kom när hon blev silvermedaljör i stavhopp vid VM för juniorer 2000 efter ryskan Jelena Isinbajeva. Under 2002 deltog hon vid EM inomhus där hon slutade på en fjärde plats. 
Hon deltog vid EM i München 2002 där hon slutade på en femte plats efter att ha hoppat 4,50. Hennes stora genombrott kom när hon vid VM 2003 blev silvermedaljör efter att ha hoppat 4,70. Hon fick då se sig besegrad av Svetlana Feofanova men placerade sig före Isinbajeva. 
Efter en skada under 2004 valde hon att byta gren till längdhopp.

## Personliga rekord
- Stavhopp - 4,77
- Längdhopp - 6,34